# 巽和行
巽 和行（たつみ かずゆき、1949年1月26日 - ）は、日本の化学者（無機化学）。学位は工学博士（大阪大学・1976年）。名古屋大学名誉教授、公益社団法人日本化学会名誉会員、日本学士院会員。
テキサスA&M大学博士研究員、コーネル大学博士研究員、大阪大学理学部助手、大阪大学基礎工学部助教授、名古屋大学理学部教授、名古屋大学大学院理学研究科教授、名古屋大学物質科学国際研究センター教授、名古屋大学物質科学国際研究センターセンター長などを歴任した。

## 概要
無機化学を専攻する化学者である。遷移金属カルコゲニド錯体化学における先駆者として知られ、金属硫黄クラスタ活性中心のモデル錯体の合成に世界に先駆けて成功した。さらに、アセチルCoA合成酵素活性中心のモデルとなるニッケル二核錯体の合成にも成功している。この業績により、酵素に関する研究の発展に大きく貢献し、日本学士院賞など数多くの学術賞を受賞した。テキサスA&M大学やコーネル大学を経て、大阪大学や名古屋大学で教鞭を執り、後進の育成に努めた。

## 来歴

### 生い立ち
1949年（昭和24年）1月26日に生まれた。大阪大学に進学し、基礎工学部の化学工学科にて学んだ。在学中は笛野高之の研究室に在籍した。1971年（昭和46年）3月、大阪大学を卒業した。それに伴い、工学士の称号を取得した。さらに大阪大学の大学院に進学し、基礎工学研究科にて学んだ。博士論文として「遷移金属錯体の化学的特性に関する理論的研究」を執筆する。1976年（昭和51年）3月、大阪大学の大学院における博士課程を修了した。それに伴い、工学博士の学位を取得した。

### 化学者として
アメリカ合衆国に渡り、1977年（昭和52年）1月にテキサスA&M大学にて化学教室の博士研究員となった。1979（昭和54年）6月からはコーネル大学の化学教室にて博士研究員を務めた。
日本に帰国し、1982年（昭和57年）4月より母校である大阪大学に勤務し、理学部で助手を務めた。理学部においては、主として高分子学科の講義に携わった。1991年（平成3年）4月より、大阪大学で基礎工学部に異動し助教授に就任した。基礎工学部においては、主として合成化学科の講義を担当した。
1994年（平成6年）4月、名古屋大学に転じ、理学部の教授に就任した。理学部においては、主として化学科の講義を担当した。名古屋大学の大学院重点化に伴い、1996年（平成8年）6月より大学院の理学研究科の教授が本務となる。理学研究科においては、主として物質理学専攻の講義を担当した。1998年（平成10年）6月からは、名古屋大学の物質科学国際研究センターの教授となった。その間、学内の要職を歴任しており、2003年（平成15年）10月から2013年（平成25年）3月31日にかけて、物質科学国際研究センターのセンター長を兼務していた。2013年（平成25年）3月、名古屋大学を定年退職した。これまでの功績により、同年4月に名古屋大学より名誉教授の称号を授与された。また、名古屋大学に再雇用され、同年4月からは物質科学国際研究センタの特任教授として教壇に立っていた。2014年（平成26年）12月、日本学士院会員に選任された。さらに2015年（平成27年）5月20日には、ノルトライン＝ヴェストファーレン州科学芸術アカデミー会員に選任された。また、同年3月28日には日本化学会の名誉会員となった。

## 研究
専門は化学であり、特に無機化学の分野で研究に従事した。当初は理論無機化学を研究していたが、のちに遷移金属カルコゲニド錯体化学の研究を手掛けるようになった。従前の科学技術では金属硫黄クラスタ活性中心のモデル錯体の合成は極めて難しいとされていたが、巽は遷移金属カルコゲニド錯体化学の成果を生かし、このモデル錯体の合成に成功した。さらに、ニッケル二核錯体の合成にも成功し、アセチルCoA合成酵素の反応サイクルモデルの構築に至った。これにより、酵素の研究の基盤の構築や発展に繋がった。
これまでの業績は高く評価され、多くの学術賞を受賞している。1998年（平成10年）2月4日には、「電子欠損型遷移金属カルコゲニドの分子構築と理論研究」の業績により、井上学術賞を受賞した。2006年（平成18年）3月28日には、「遷移金属カルコゲニドの分子構築と生物無機化学への展開」の業績により、日本化学会賞を受賞した。2013年（平成25年）4月16日には文部科学大臣表彰（科学技術分野）を受けている。同年6月17日には、「還元系金属酵素活性中心の生物無機化学に関する研究」の業績により、日本で最も権威ある学術賞である日本学士院賞を受賞した。日本国外においても、2004年（平成16年）4月15日にはフンボルト賞を受賞し、2011年（平成23年）2月4日にはオイゲン・ウント・イルゼ・ザイボルト賞を受賞した。また、2011年（平成23年）5月9日には、ヴェストファーレン・ヴィルヘルム大学から名誉博士の称号が贈られた。

## 略歴
- 1949年 - 誕生[4]。
- 1971年 - 大阪大学基礎工学部卒業[4]。
- 1976年 - 大阪大学大学院基礎工学研究科博士課程修了[4]。
- 1977年 - テキサスA&M大学博士研究員[4]。
- 1979年 - コーネル大学博士研究員[4]。
- 1982年 - 大阪大学理学部助手[4]。
- 1991年 - 大阪大学基礎工学部助教授[4]。
- 1994年 - 名古屋大学理学部教授[4]。
- 1996年 - 名古屋大学大学院理学研究科教授[4]。
- 1998年 - 名古屋大学物質科学国際研究センター教授[4]。
- 2003年 - 名古屋大学物質科学国際研究センターセンター長[4]。
- 2013年 - 名古屋大学定年退職[8]。
- 2013年 - 名古屋大学名誉教授[4]。
- 2013年 - 名古屋大学物質科学国際研究センター特任教授[4]。
- 2014年 - 日本学士院会員[9]。
- 2015年 - 日本化学会名誉会員[4]。
- 2015年 - ノルトライン＝ヴェストファーレン州科学芸術アカデミー会員[10]。

## 受章歴・受賞歴
- 1998年 - 井上学術賞[4]。
- 2004年 - フンボルト賞[3]。
- 2006年 - 日本化学会賞[3]。
- 2011年 - オイゲン・ウント・イルゼ・ザイボルト賞[3]。
- 2013年 - 文部科学大臣表彰（科学技術分野）[4]。
- 2013年 - 日本学士院賞[13]。
- 2022年 - 瑞宝重光章[14]

## 著作

### 共著
- 大塚斉之助・巽和行著『分子軌道法に基づく錯体の立体化学』上巻、講談社、1986年。ISBN 4061396498
- 大塚斉之助・巽和行著『分子軌道法に基づく錯体の立体化学』下巻、講談社、1986年。ISBN 4061396501

### 編纂
- 巽和行編『ものづくり??化学の不思議と夢』クバプロ、2007年。ISBN 978-4-87805-088-6

### 翻訳
- Catherine E. Housecroft・Alan G. Sharpe著、巽和行ほか監訳『ハウスクロフト無機化学』上巻、東京化学同人、2012年。ISBN 978-4-8079-0777-9
- Catherine E. Housecroft・Alan G. Sharpe著、巽和行ほか監訳『ハウスクロフト無機化学』下巻、東京化学同人、2012年。ISBN 978-4-8079-0778-6

### 註釈
1. ↑  工学士の称号は、1991年7月1日以降の学士（工学）の学位に相当する。
2. ↑  工学博士の学位は、1991年7月1日以降の博士（工学）の学位に相当する。